# Cölln

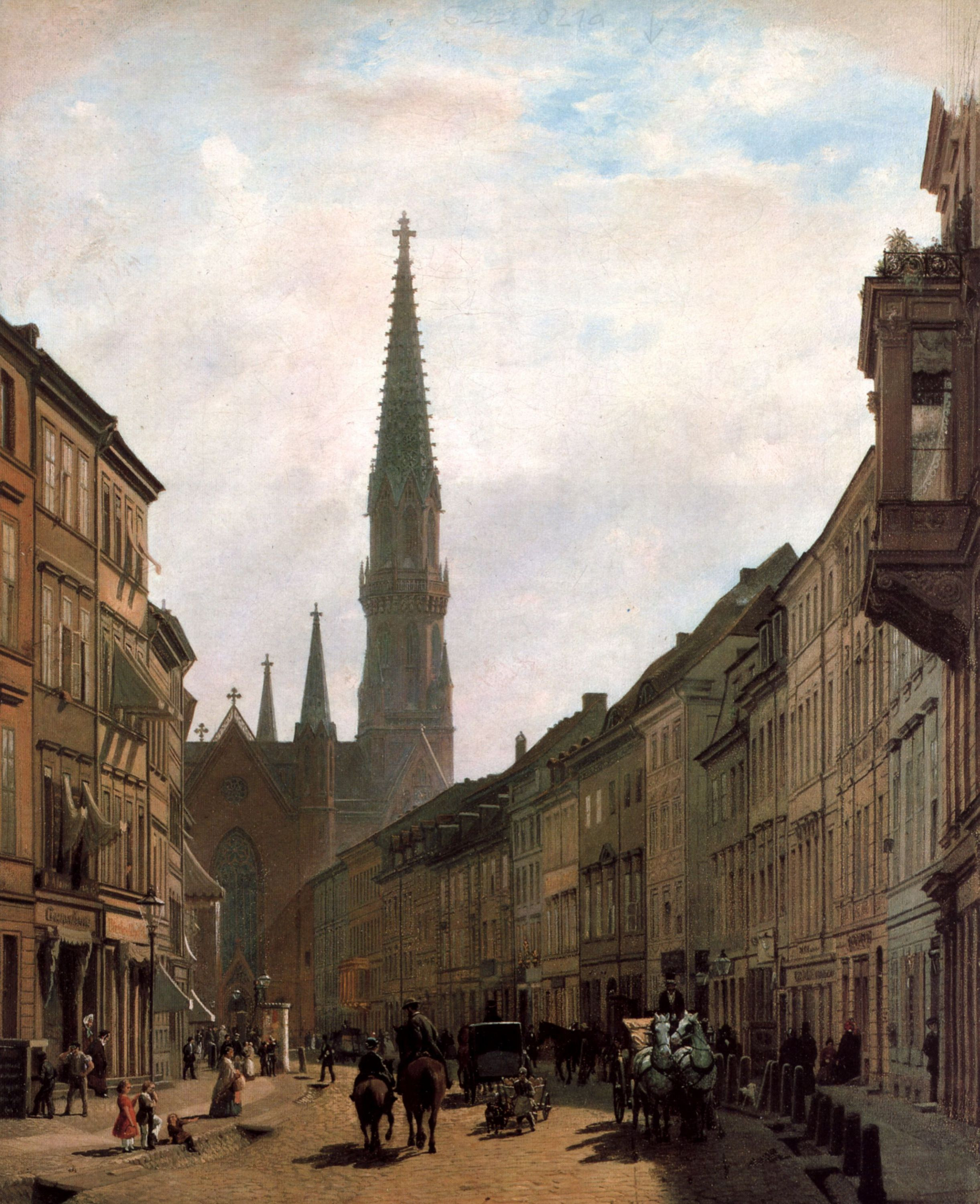
Pintura de Eduard Gaertner de 1863 con vista a la Petrikirche, la primera edificación documentada de Cölln

Cölln o también llamada Cölln an der Spree fue la ciudad gemela de Berlín ubicada en el actual distrito de Mitte, en el centro histórico de la actual capital de Alemania, correspondiente al área aproximada de lo que hoy es la Isla del Spree (Isla de los Museos). Mencionada por primera vez en los registros oficiales en 1237, se mantuvo como una unidad administrativa independiente de la ciudad vecina, aunque con estrechos vínculos como "ciudad doble" Berlín-Cölln hasta 1432.

## Historia

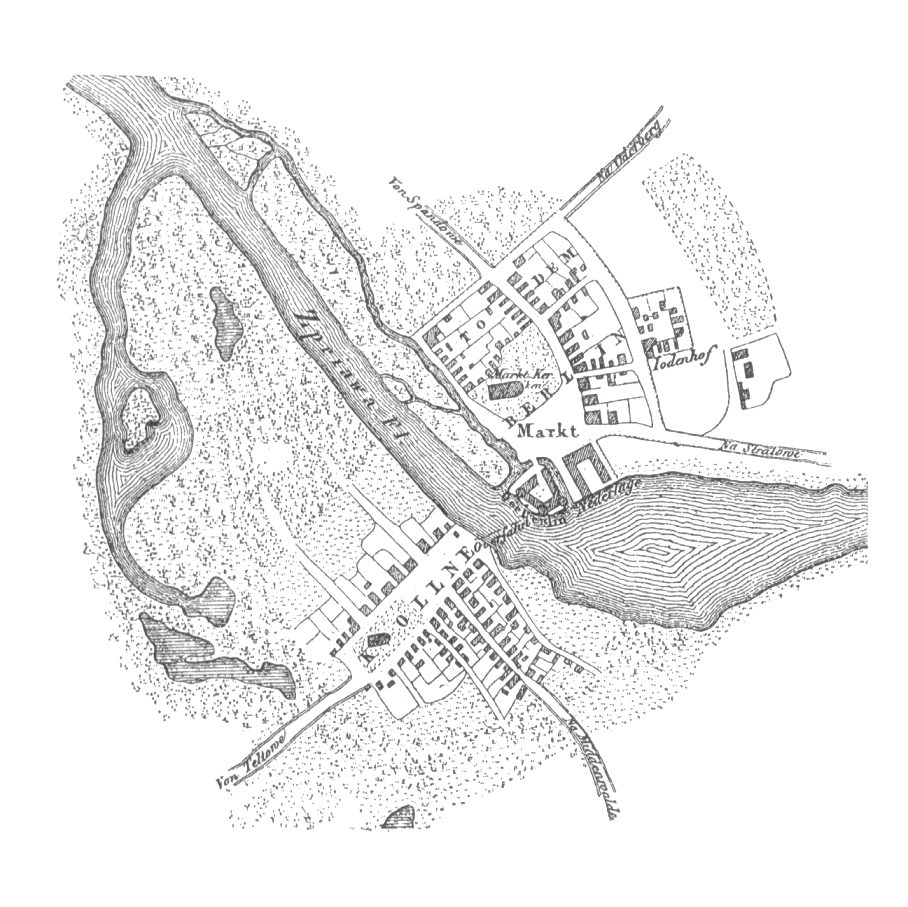
Mapa de Cölln ca. 1230 hecho por Karl Friedrich von Klöden en 1840

El origen del nombre se remonta a la época del Sacro Imperio Romano Germánico, ya que las primeras referencias documentadas al lugar datan del siglo XIII, donde se menciona en latín como "Colonia juxta Berlin", que se traduce como "asentamiento junto a Berlín". Este término es similar al de la actual ciudad de Colonia (en alemán, Köln), situada a orillas del río Rin. Para establecer una distinción clara entre esta "Colonia" y la otra, se comenzó a utilizar la denominación de Cölln an der Spree, en alusión a su ubicación a orillas de dicho río. Debido a que no se han encontrado restos arqueológicos de algún pueblo eslavo, se cree que desde su fundación fue un pueblo puramente alemán. La Iglesia de San Pedro (Petrikirche) es la primera edificación que se encuentra documentada en la isla del Spree, donde se encontraba Cölln.
En 1360, Berlín-Cölln se adhirió a la Liga Hanseática debido a su conexión fluvial entre los ríos Spree y Havel. Asimismo, en lo que respecta a vialidad, por Cölln pasaban en aquella época dos importantes vías del Imperio: la Via Imperii y la Via Regia. En el año 1432, ambas ciudades formalizaron su unión a través de la decisión del príncipe elector Federico II de Brandeburgo. Este mandatario eligió el área del antiguo Cölln, que luego pasó a llamarse oficialmente como el distrito de Alt-Kölln, como su residencia principal y designó a Berlín, en su nueva forma unificada, como la capital del Margraviato de Brandeburgo, lo que resultó en una reducción de sus privilegios de ciudad. Posteriormente, se llevó a cabo la construcción del Palacio Real de Berlín a orillas del río, en los antiguos límites de ambas ciudades, con el objetivo de reforzar esta unión y preservar la dinastía de los Hohenzollern. En concordancia con lo anteriormente expuesto, en el año 1710, bajo la dirección del rey Federico I, Alt-Kölln se unió a otros cuatro distritos de la ciudad, que incluyen Berlín, Friedrichswerder, Dorotheenstadt y Friedrichstadt, para constituir la "capital real y ciudad residencial prusiana de Berlín". Este desarrollo marcó la transformación de Berlín en la capital del Reino de Prusia, tras la elevación de estatus del anterior Ducado de Prusia, cuya capital se ubicaba en Königsberg.